# كابا مايكي
كابا مايكي (بالإنجليزية: Kappa Mikey) هو مسلسل رسوم متحركة تلفزيوني كوميدي أمريكي من إنتاج لاري شوارتز. وهو أول مسلسل أصلي بمدة نصف ساعة على شبكة نيكتونز، وتم شراؤه خلال نفس الفترة مع غيره من مجموعات الرسوم المتحركة مثل ثري ديليفري وسبيد ريسر: الجيل القادم، وكذلك مع عدد من مسلسلات الفلاش من استوديوهات أخرى، مثل إدجر وإلين والبرنامج السري، رغم أن الأخير تم إنتاجه في بي بي سي. عرضت الحلقة الأولى في 25 فبراير 2006 والأخيرة في 20 سبتمبر 2008. هذا المسلسل هو أول مسلسل استحوذت عليه محطة إم تي في، وكان متاحا على آي تيونز حتى عام 2009.
تم تسويق كابا مايكي بأنه «أول أنيمي يتم إنتاجه بالكامل في الولايات المتحدة»، وفقا لبيان محطة إم تي في وشبكة نيكتونز وغيرها من المصادر المختلفة، حيث كان مصطلح أنيمي يشير في العموم للرسوم المتحركة التي يتم إنتاجها أصلا للسوق الياباني. ويستخدم المسلسل الرسوم والثقافة اليابانية كفكرة للمسلسل، عوضا عن كونه أنيمي «حقيقي». وفي واقع الأمر، فإن المسلسل يعتبر تكريما ومحاكاة ساخرة في نفس الوقت للأنيمي الياباني.

## الشخصيات
- مايكي سايمون: شاب أمريكي يفوز بسحبة ليصبح ممثل مشهور في اليابان ويؤدي دور البطل في مسلسل ليلي مو الشهير.
- ليلي: فتاة جميلة تعمل في ليلي مو مع مايكي وهي تكرة مايكي كثيرا.
- ميتسوكي: هي فتاة شعرها ازرق تعمل أيضاً في ليلي مو وهي معجبة بمايكي وهو لا يعلم.
- غونارد: وهو يؤدي دور البطل الشرير وهو طيب القلب مرهب الإحساس وأكثر ما يحب الساندوتشات المعدة سريعا ولكنه غبي أكثر الأحيان.
- غوانو: كل ما يتطلب دورة يقول غوانو غوانو
- أوزو: منتج البرنامج وهو غني وبخيل.
- السيد نعم: هو صاحب اوزو منتج ليلي مو وهو غبي وغريب الأطوار...

## ممثلي الشخصيات بالعربية
- معوض إسماعيل (مايكي سايمون)
- إيمان غنيم (ليلي)
- ياسمين ياسر (ميتسوكي)
- كمال عطية (غونارد)
- شهاب إبراهيم (غوانو)
- محمود زكي (أوزو)
- إبراهيم غريب (السيد نعم)

## روابط خارجية
- كابا مايكي على موقع IMDb (الإنجليزية)
- كابا مايكي على موقع ميتاكريتيك (الإنجليزية)
- كابا مايكي على موقع فيلمافينيتي (الإسبانية)
- كابا مايكي على موقع كينوبويسك (الروسية)
- كابا مايكي على موقع قاعدة بيانات الفيلم (الإنجليزية)